# Yijiangshan Dao (öar i Kina)
Yijiangshan Dao (kinesiska: 一江山岛) är  en grupp öar i Kina.   De ligger i provinsen Zhejiang, i den östra delen av landet, 1 400 km söder om huvudstaden Peking.
Klimatet i området är tempererat. Årsmedeltemperaturen i trakten är 16 °C. Den varmaste månaden är augusti, då medeltemperaturen är 24 °C, och den kallaste är februari, med 8 °C. Genomsnittlig årsnederbörd är 2 085 millimeter. Den regnigaste månaden är augusti, med i genomsnitt 350 mm nederbörd, och den torraste är januari, med 67 mm nederbörd.
Efter Kuomintangs nederlag i det kinesiska inbördeskriget 1949 behöll nationalisterna kontrollen över ögruppen. Efter den första krisen i Taiwansundet 1955 övergav nationalisterna öarna, som ockuperades av Folkrepubliken Kina.